# Kostel Nejsvětější Trojice (Řehlovice)
Římskokatolický farní kostel Nejsvětější Trojice v Řehlovicích je barokní sakrální stavba stojící na východním okraji návsi. Kostel je obklopen bývalým hřbitovem. Od roku 1987 je kostel chráněn jako kulturní památka.

## Historie

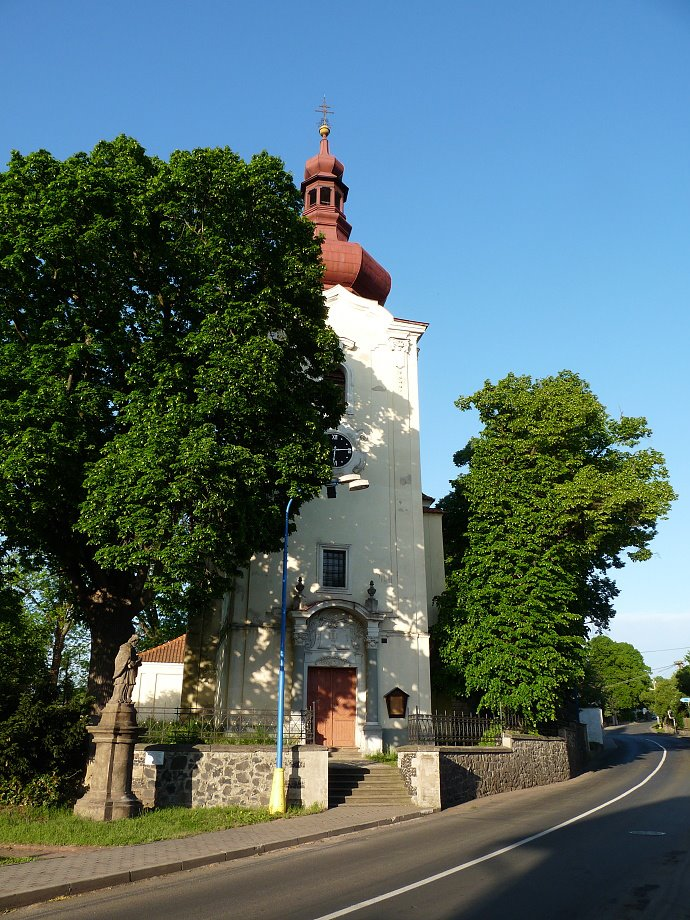
Letní pohled na průčelí řehlovického kostela se sochou sv. Jana Nepomuckého

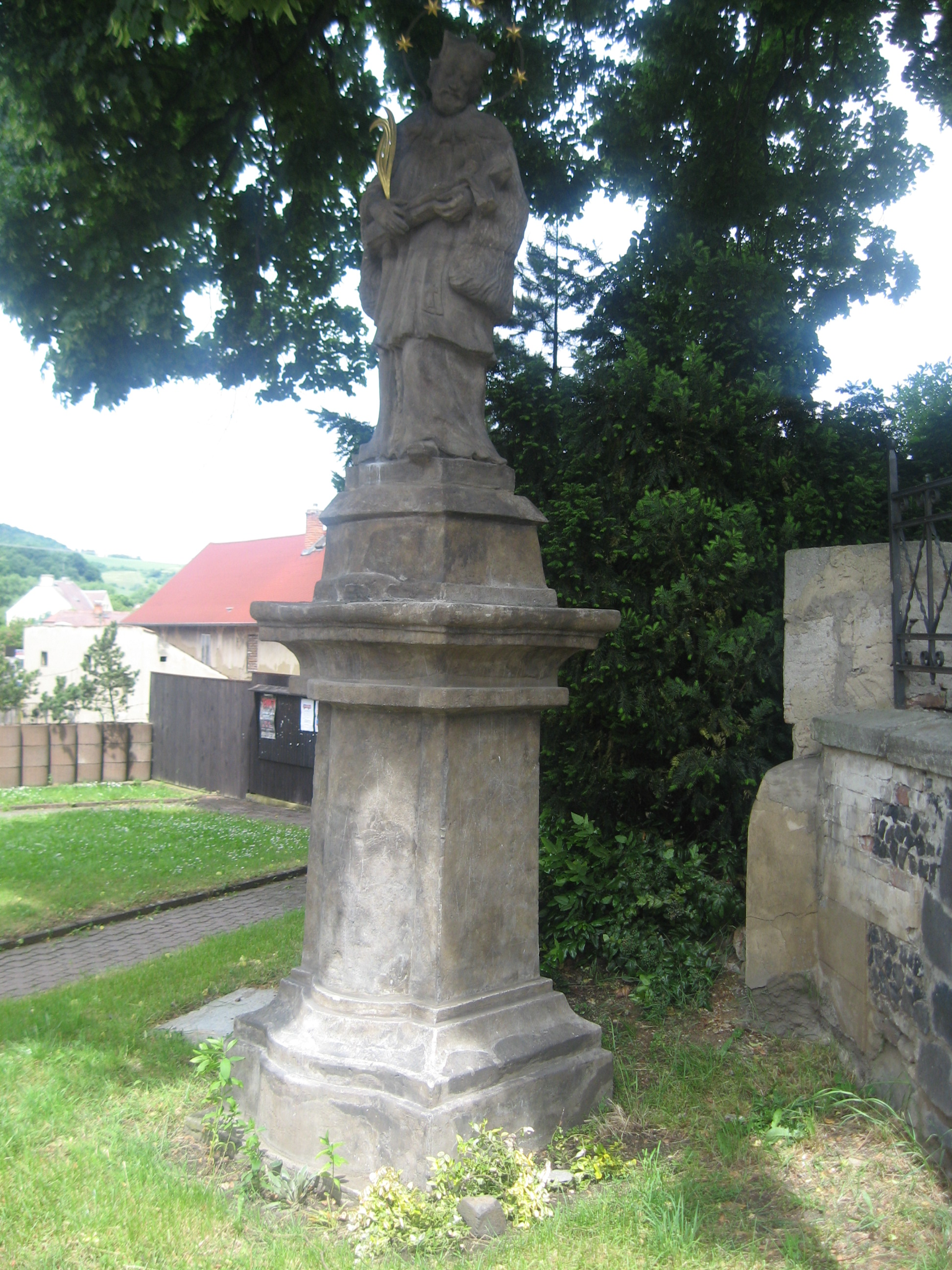
Socha sv. Jana Nepomuckého v Řehlovicích

Jedná se o barokní stavbu na místě staršího předchozího kostela, zasvěceného sv. Mikuláši, který je poprvé připomínán roku 1352. Věž byla postavena v roce 1383. Její původní jehlancová střecha byla v roce 1892 nahrazena střechou cibulovou. Původní kostel byl poškozen za husitských bouří i třicetileté války. Kostel byl nově postaven v roce 1741. Také se tento letopočet dochoval na schodě u hlavní portálu. Z tohoto roku pochází také bohaté vnitřní vybavení. Poslední velké úpravy byly provedeny v roce 1892, kdy byl upraven portál a báň věže.

## Architektura
Kostel je jednolodní a obdélný. Má půlkruhově uzavřený presbytář a gotickou věž v průčelí. Vstup do kostela je v přízemí věže. Kostel má nároční pilastry a cibulovou střechu. V presbytáři je křížová klenba. V lodi se nachází valená klenba s lunetami a kruchta na dřevěných sloupech.

## Zařízení
Dva boční oltáře jsou zasvěceny sv. Janu Nepomuckému a sv. Barboře. Jsou na nich barokní polychromované dřevěné sochy z období kolem roku 1740. Kazatelna je barokní se sochami puttiů a plochými reliéfy: Kristus v Getsemanské zahradě a symbolické náboženské výjevy z 1. poloviny 18. století. Křtitelnice je kamenná, datovaná do roku 1717. Na boční stěně presbytáře se nachází obraz Kristus v Getsemanské zahradě z poloviny 18. století.

## Zvony
Na západní průčelní věži je zavěšen větší zvon od mistra Tomáše z Litoměřic z roku 1535 a menší zvon od Františka Herolda z roku 1856. Oba zvony jsou zavěšeny v patře nad hodinami, jejichž strojem jsou pravidelně každou hodinu (velký zvon) či čtvrthodinu (malý zvon) rozeznívány. Oba zvony mají též svá původní srdce. Jsou zavěšeny na dřevěné konstrukci, na níž je černou barvou napsáno datum 1926. Lucerna věže je prázdná.

## Přístup do kostela
Kostel je přístupný během pravidelných bohoslužeb v neděli od 11.00.

## Okolí kostela
U kostela stojí socha sv. Jana Nepomuckého, která je rovněž kulturní památkou České republiky.

## Osobnosti
- Od roku 1716 zde byl farářem významný historik a teolog Jan Tomáš Vojtěch Berghauer.